# Deliana-Mesavlia-Schlucht

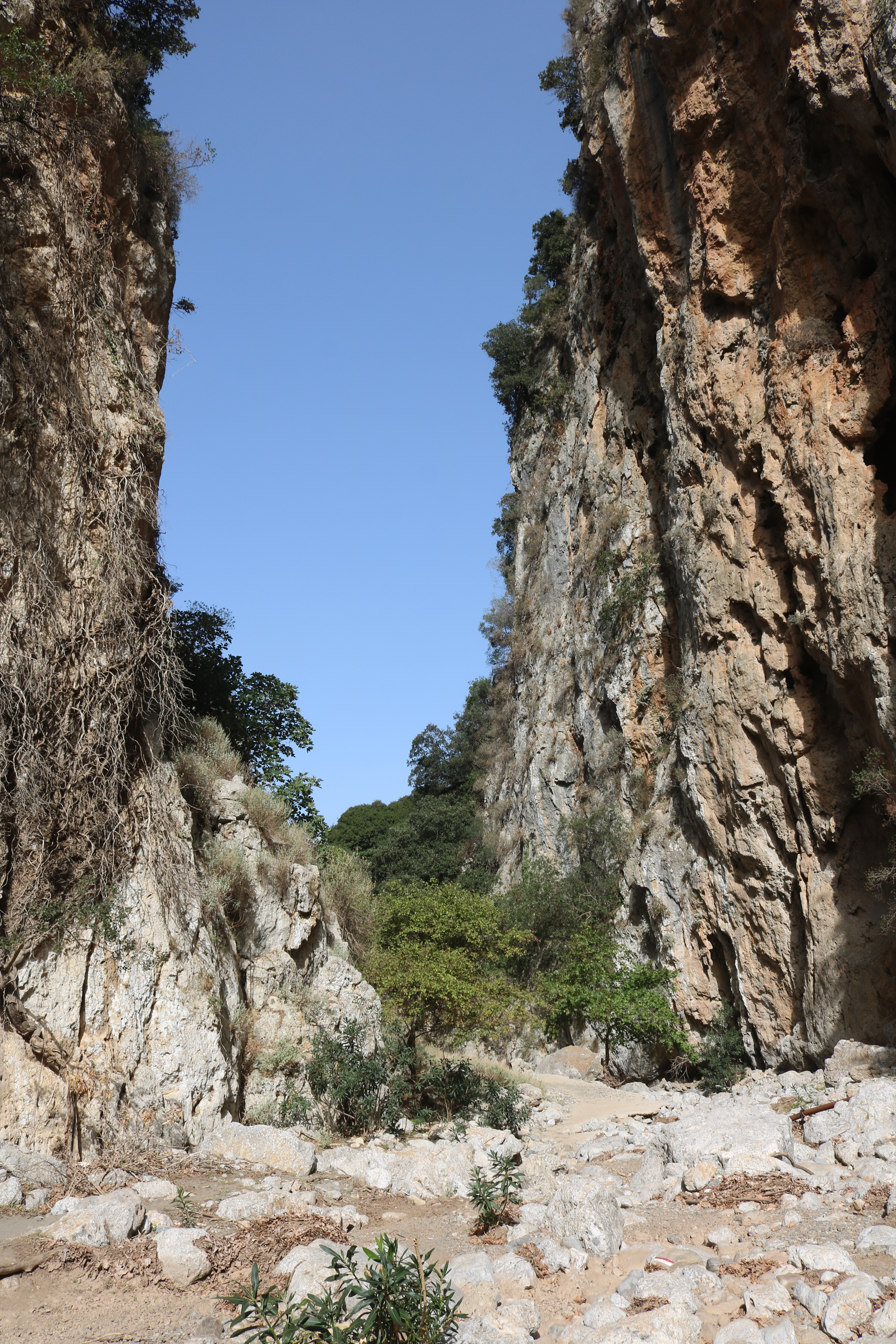
Schlucht-Eingang

Die Deliana-Mesavlia-Schlucht (griechisch Φαράγγι Δελιανών Μεσαυλίων Farángi Mesavlíon-Delianón) ist eine Schlucht 15 Kilometer südlich der Kleinstadt Kolymvari  (auch Kolymbari) auf der griechischen Insel Kreta. Von Chania, der Hauptstadt des gleichnamigen Regionalbezirks, ist der imposante Canyon 37 Kilometer entfernt.

## Zugang
Der Zugang zur Schlucht ist von den Dörfern Deliana und Mesavlia möglich. Über Jahrhunderte führte ein fünf Kilometer langer alter Dorfverbindungsweg durch die Schlucht, bis vor wenigen Jahren war er durchgängig betoniert und ermöglichte so einen bequemen Zugang. Im Frühjahr 2019 wurde der Weg durch ein schweres Unwetter weitgehend zerstört, die Schlucht ist jedoch nach wie vor begehbar, ausgenommen nach Tagen mit starken Niederschlägen das ganze Jahr über.
Der gängigste Zugang ist jener von Deliana, Ausgangspunkt ist dort ein Waldrastplatz etwa ein Kilometer südlich der Ortschaft. Für die Anfahrt ist ein Wagen erforderlich (von Chania verbindet ein öffentlicher Bus mit Deliana, allerdings nicht zu für Wanderer brauchbaren Zeiten).

## Schluchtverlauf

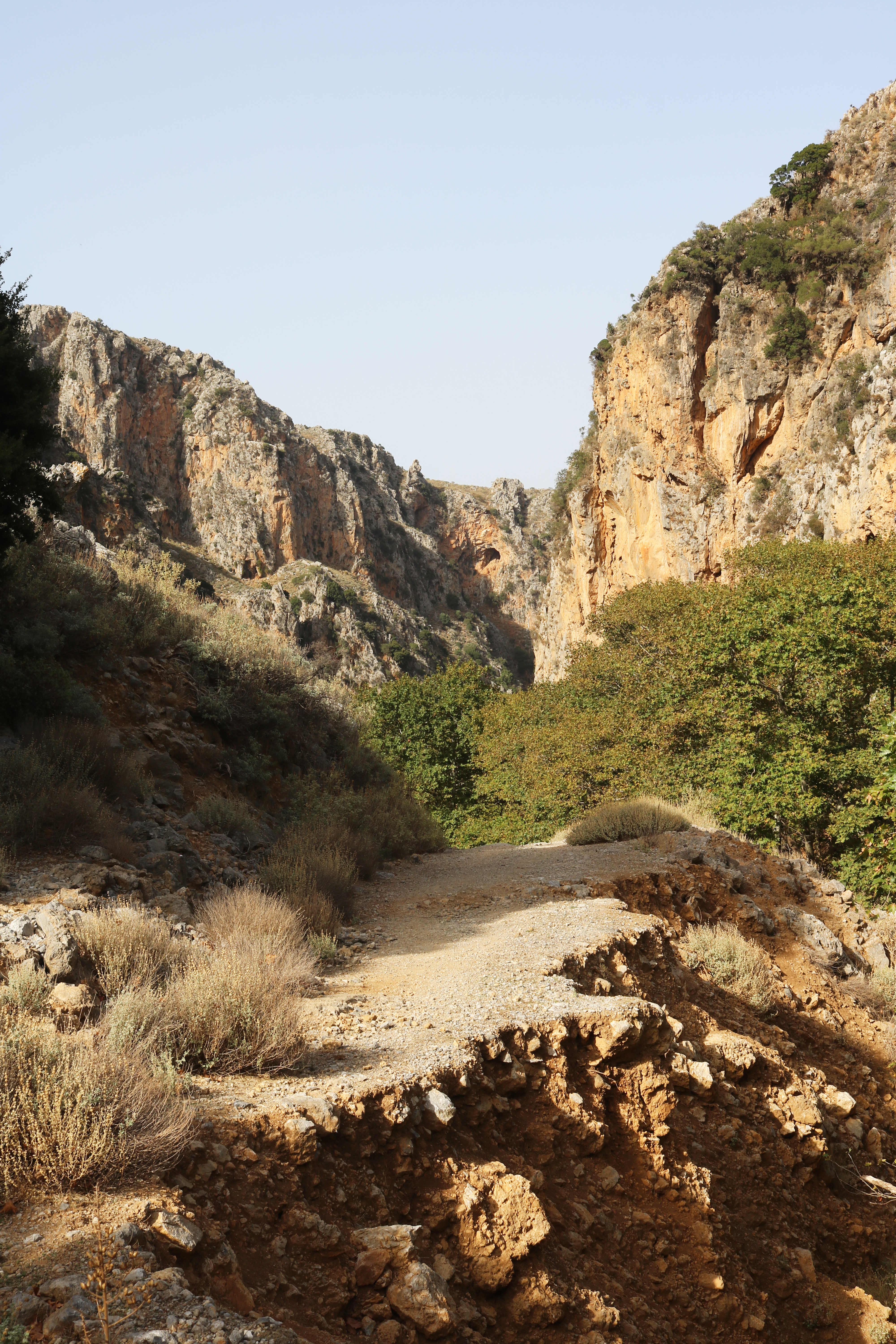
Reste des ehemaligen Betonweges

Schon wenige Minuten ab dem Rastplatz ist man mitten in der Schlucht, die Felswände ragen hier etwa 150 Meter auf. An der engsten Passage liegen die Wände etwa 15 Meter auseinander und erlauben somit einen bequemen Durchgang. Die durch das Unwetter verursachten gröbsten Schäden sind mittlerweile geräumt, sodass die Tour auch von weniger routinierten Wanderern machbar ist. Stellenweise blieben noch Reste des ehemaligen Betonweges erhalten.

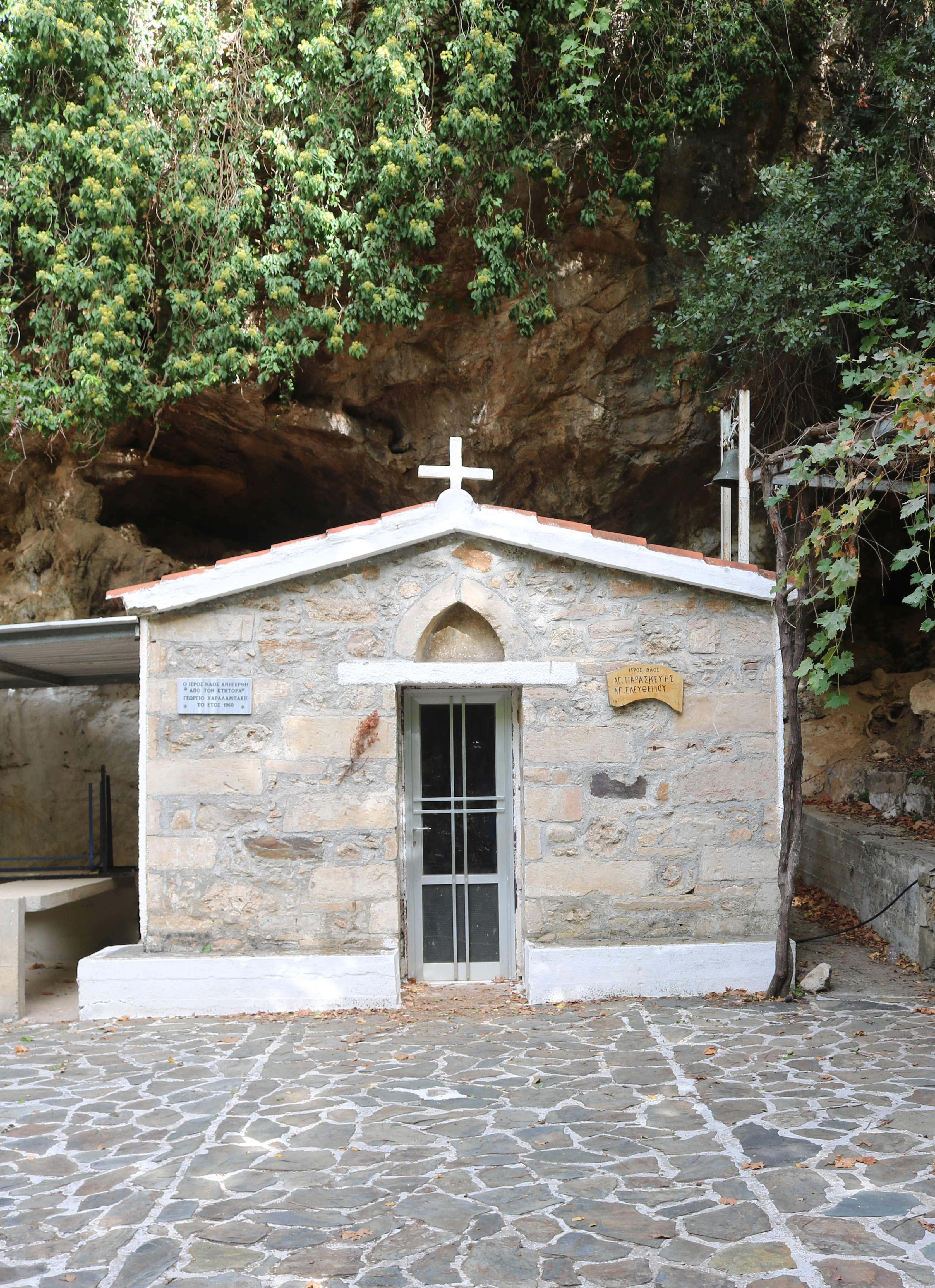
Höhlenkapelle Agia Paraskevi

Auf etwa halbem Weg nach Meslavia wird die Felsenkapelle Agia Paraskevi  mit einem großen Rastplatz daneben erreicht, für die meisten Wanderer ist die Kapelle der Umkehrpunkt. Für den Hin- und Rückweg sind knapp zwei Stunden einzuplanen.

## Flora und Fauna
Beiderseits des felsigen Schluchtbettes sorgen Morgenländische Platanen (Platanus orientalis), Kermeseichen (Quercus coccifera) und Oleander (Nerum oleander) für reichlich Grün. Im Unterwuchs finden sich u. a. größere Kolonien der Palisaden-Wolfsmilch (Euphorbia characias).
Über den Schluchtwänden sieht man oft Bartgeier (Gypaetus barbatus) patrouillieren. Mit einer Flügelspannweite von über zwei Metern gehören sie zu den größten Greifvögeln Europas. Kreta ist dank eines Schutzprojektes eines der Hauptverbreitungsgebiete für diese in Europa selten gewordene Geierart. Sie steht auf der Liste der vom Aussterben bedrohten Arten.